# اسمی‌آباد
اسمی‌اباد روستایی از توابع بخش مرکزی منطقه میهه ، شهرستان کوهرنگ در استان چهارمحال و بختیاری ایراناست که به گونه ای قطب باغداری بخش مرکزی شهرستان کوهرنگ است.

## جمعیت
این روستا در دهستان میهه تنگزی قرار دارد و براساس سرشماری مرکز آمار ایران در سال1402، جمعیت آن 115 نفر (30خانوار) است.